# Mitracarpus fischeri
Mitracarpus fischeri là một loài thực vật có hoa trong họ Thiến thảo. Loài này được (Link) DC. mô tả khoa học đầu tiên năm 1830.